# Phaeomycena
Phaeomycena là một chi nấm thuộc họ Tricholomataceae. Chi này chứa 5 loài được tìm thấy ở Asia and Africa.